# Cithare électrique
La cithare électrique est un type de cithare qui produit des sons via des microphones captant et transformant les vibrations des cordes en signaux électriques. Ces signaux peuvent ensuite être modifiés par divers accessoires comme des pédales d'effets avant d'être amplifiés et convertis en signaux sonores par un amplificateur de guitare, ce qui augmente significativement la puissance et la richesse de l'instrument. Le terme cithare est désigné en organologie comme une famille d'instrument ayant la particularité d'avoir les cordes de jeu tendues d'un bout à l'autre de la caisse de résonance, sans manche.
Les luthiers expérimentaux Yuri Landman, Glenn Branca et Bradford Reed ont créé plusieurs modèles de cithare électrique.

## Mallet Guitar
La Mallet Guitar de Glenn Branca, datant de ±1980, construite spécialement pour la Symphony No.2.

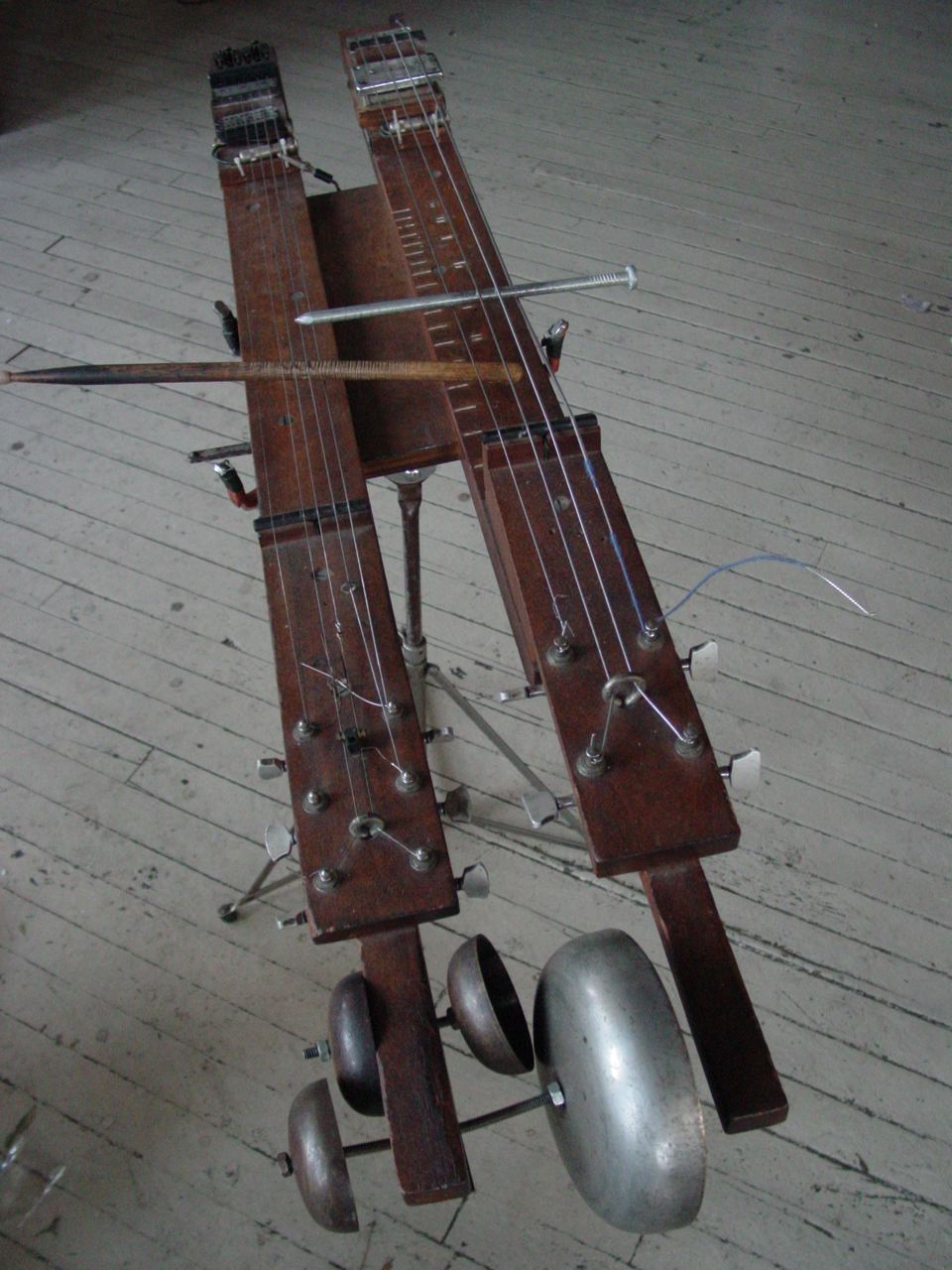
Le Pencilina, de Bradford Reed

## Pencilina
- Le Pencilina est une cithare électrique créé par Bradford Reed. Il est principalement joué en frappant les cordes avec des baguettes, mais également en les pincant ou en les frottant. Bradford a l'a créé la première fois en ±1985, mais il a continué à le peaufiner; c'est un instrument qui "continue à se développer."

## Yuri Landman

### The black3rdbridge zither
The black 3rd bridge zither, son premier instrument créé en 2000, est une cithare électrique qui a comme particularité différents anneaux mobiles en métal pour chaque corde fonctionnant individuellement comme third bridge.

### The Oak3rdbridge zither
Cet instrument est le prototype de ce qui deviendra la Moodswinger.

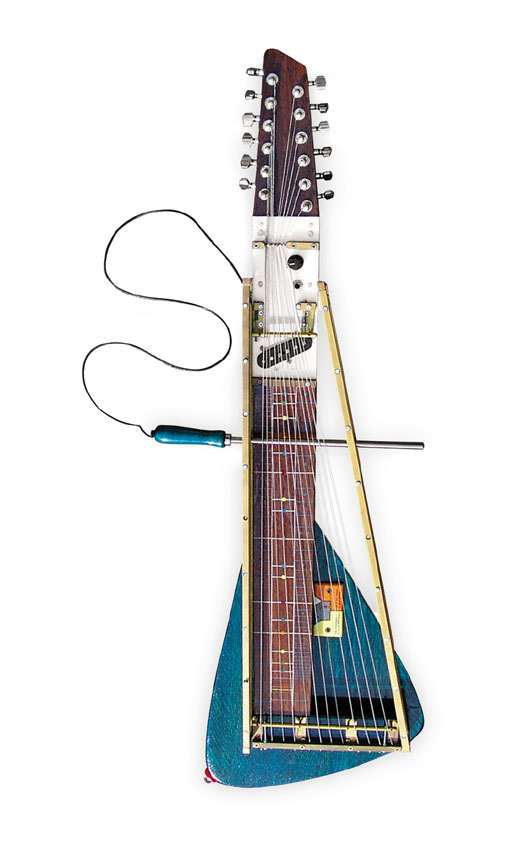
La Moodswinger

### LaMoodswinger
En 2006, Yuri Landman a créé pour Aaron Hemphill, batteur et guitariste du groupe Liars, une cithare électrique à 12 cordes amplifiées d'environ 15 kilogrammes. Un third bridge mobile est créé via une barre de fer passée entre les cordes. Le micro se trouve dans le manche. Aaron utilise l'instrument sur la chanson "Leather Prowler".
En 2008, il crée une version beaucoup plus légère, d'environ 5 kilogrammes, pour Jessie Stein du groupe The Luyas. On peut entendre l'instrument sur les chansons "Canary Song" et "M for Montreal".

### LaHome Swinger

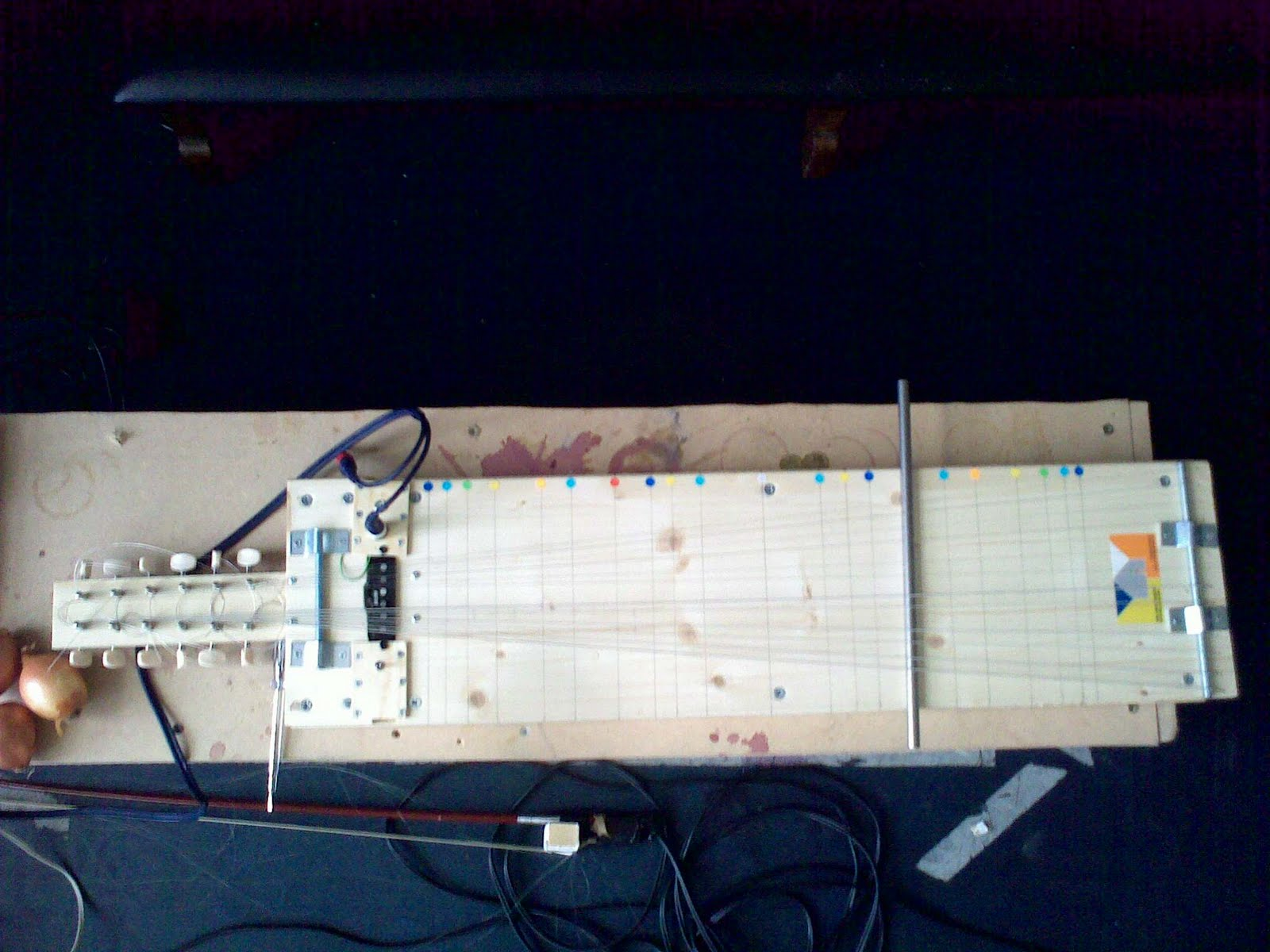
La Home Swinger

Yuri Landman organise régulièrement des ateliers où les participants construisent eux-mêmes leur propre instrument en environ quatre heures. Yuri fournit le matériel en pièces détachées, et les participants payent pour leur propre matériel. Celui-ci se compose de quatre morceaux de bois taillés et percés, de douze mécaniques pour les cordes, d'un micro, d'un interrupteur on/off, d'une prise jack, de douze cordes, de quelques vis, boulons et écrous, ainsi que de pièces de métal pour les chevalets. L'instrument final est la Home Swinger, une version simplifiée de la Moodswinger, qui a un son semblable à cette dernière.

### Tafelberg Drum Guitar

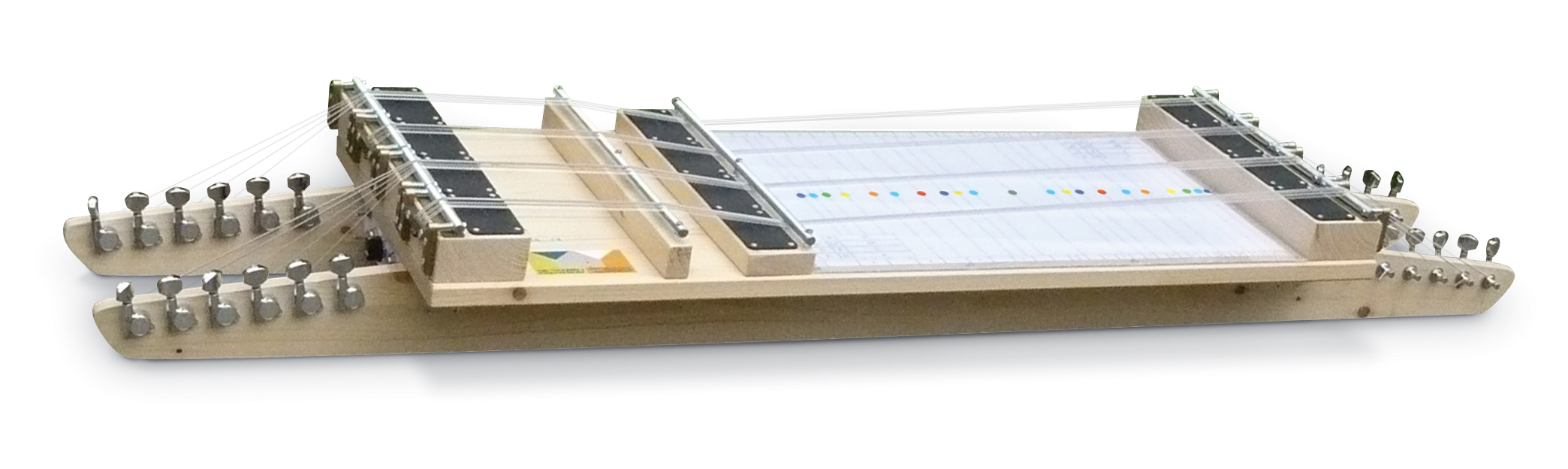
La Tafelberg Drum Guitar

La première Tafelberg a été réalisée pour le groupe The Dodos, et la seconde pour Liam Finn. Les deux instruments sont presque semblables, la version des Dodos a une intonation plus "solide", tandis que celle de Liam permet une technique de jeu légèrement différente à la demande de l'artiste. C'est un cymbalum électrique avec 24 cordes.

### Desu drum guitar
Comme son nom l'indique, cet instrument a été conçu pour être joué le plus souvent avec des baguettes de batteries, qui ont la fonction de percussion ou de slide. Il a été construit pour le groupe HEALTH, mais une version prototype a également été jouée par Liam Finn en improvisation.

## Autoharpe électrique
Roger Penney des Bermuda Triangle Band a été la première personne à introduire une autoharpe électrique en public vers 1968. 
Dans les années 1970, la firme Oscar Schmidt a sorti une autoharpe électrique avec leur propre pickup magnétique, la "OS45CE Electric Autoharp".
Connan Mockasin en a également créé une.

## Sources
- http://www.hypercustom.com/
- http://www.pencilina.com/insts.html
- http://www.glennbranca.com/symphony2.html
- http://www.oscarschmidt.com/